# West-Europese woelrat
De West-Europese woelrat of zuidelijke woelrat (Arvicola sapidus) is een knaagdier uit de familie der hamsters en woelmuisachtigen (Cricetidae). De soort is nauw verwant aan de gewone woelrat (Arvicola amphibius) en de bergwoelrat (Arvicola scherman), en de drie lijken veel op elkaar.

## Veldkenmerken
Deze woelrat is ietwat kleiner (kop-romplengte van 165–220 mm, gewicht van 165-280 gram) en heeft gemiddeld een langere staart (107–135 mm). Als de verspreidingsgebieden van de twee soorten overlappen (bijvoorbeeld in Noord-Frankrijk), is deze soort van de twee echter de grootste; in het noorden van zijn leefgebied is de West-Europese woelrat groter dan de gewone woelrat. Zijn bruingrijze vacht is lichter dan die van de gewone woelrat. De vacht aan de onderzijde is iets lichter en geliger dan de vacht aan de bovenzijde. Zijn oren zitten verborgen in zijn vacht.

## Verspreiding en leefgebied
De West-Europese woelrat komt voor in het grootste deel van Frankrijk en het Iberisch Schiereiland. Hij komt in de Alpen voor tot 1.500 meter hoogte, in de Pyreneeën tot 2.000 meter. Hij is altijd in de buurt van water te vinden. De West-Europese woelrat heeft een voorkeur voor dichtbegroeide oevers langs langzaamstromend water. In de oever graaft hij een systeem van gangen en holen, waarvan de ingang onder de waterspiegel ligt. Hier maakt hij een nest van droog gras. Als de oever niet geschikt is om een hol in te maken maakt hij een nest in het hoge gras.

## Voedsel en voortplanting
De woelrat bewaart zijn voedsel in een provisiekamer in zijn gangenstelsel. Het knaagdier leeft van waterplanten, gras en kruiden, maar soms ook van insecten, schaaldieren, vissen en amfibieën.
In maart tot oktober is de voortplantingstijd. De mannetjes en vrouwtjes jagen achter elkaar aan in het water, waarbij ze korte kreten slaken. Aan de rand van het water vindt de paring plaats, soms zelfs in het water. Na een draagtijd van drie weken worden zes jongen geboren.
Bergwoelrat (A. scherman) · West-Europese woelrat (A. sapidus) · Woelrat (A amphibius)